# Koru, Çınarcık
Koru là một thị trấn thuộc huyện Çınarcık, tỉnh Yalova, Thổ Nhĩ Kỳ. Dân số thời điểm năm 2010 là 5.275 người.